# Alopecosa fabrilis trinacriae
Alopecosa fabrilis là một phân loài nhện trong họ Lycosidae.
Loài này thuộc chi Alopecosa. Alopecosa fabrilis trinacriae được Lugetti & Tongiorgi miêu tả năm 1969.

## Hình ảnh

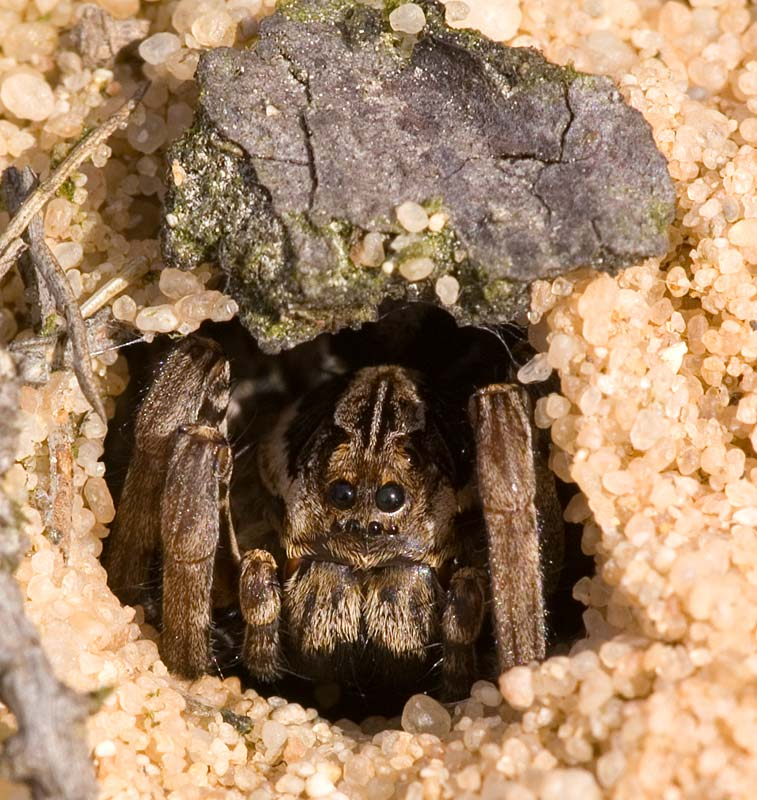